# Lliga Tunisiana dels Drets Humans
El Lliga Tunisiana dels Drets Humans (LTDH; àrab: الرابطة التونسية للدفاع عن حقوق الإنسان, ar-Rābiṭa al-Tūnisiyya li-d-Difāʿ ʿan Ḥuqūq al-Insān) és una associació que observa i defensa els drets humans a Tunísia. Es va fundar el 1976, però les associacions havien de ser reconegudes pel govern, i el govern va retardar considerablement el seu reconeixement oficial fins al maig de 1977.
Hassib Ben Ammar va ser un dels responsables principis i més tard va rebre el Premi de Drets Humans de les Nacions Unides. Saadeddine Zmerli va ser el primer president i un membre actiu de l'associació des de la seva fundació fins a l'any 2000. La LDTH tenia prop de 1.000 membres el 1982 i 3000, el 1985, en part perquè s'havia posicionat en contra de la pena de mort i l'excarceració d'islamistes que havien estat "empresonats per actes de consciència".
Quatre dels seus líders, incloent-hi dos dels seus fundadors i els seus dos primers presidents van ser ministres en el govern de Tunísia de 1987. La Lliga Tunisiana dels Drets Humans, juntament amb la Unió General Tunisiana del Treball, la Unió Tunisiana d'Indústria, Comerç i Artesania i l'Orde Nacional d'Advocats de Tunísia com a membres del Quartet de Diàleg Nacional, va obtenir el Premi Nobel de la Pau de 2015 "la seva contribució decisiva en la construcció d'una democràcia plural a Tunísia després de la Revolució del Gessamí de 2011".